# Seven Hills
Seven Hills é uma cidade localizada no estado norte-americano do Ohio, no Condado de Cuyahoga.

## Demografia
Segundo o censo norte-americano de 2000, a sua população era de 12.080 habitantes.
Em 2006, foi estimada uma população de 11.915, um decréscimo de 165 (-1.4%).

## Geografia
De acordo com o United States Census Bureau tem uma área de 13,0 km², dos quais 13,0 km² cobertos por terra e 0,0 km² cobertos por água.

## Localidades na vizinhança
O diagrama seguinte representa as localidades num raio de 8 km ao redor de Seven Hills.